# Kabeltex
Kabeltex is de enige aanbieder van kabeltelevisie op het waddeneiland Texel. Het bedrijf is in 1988 opgericht door aannemer Jaap Drijver. Dit nadat Drijver zich realiseerde dat andere kabelmaatschappijen geen brood zagen in de aanleg van dergelijke voorzieningen op het eiland.
De beginjaren van het bedrijf waren moeilijk, veel potentiële abonnees zagen het nut niet in van een aansluiting op de kabel. Maar na lang doorzetten en veel investeringen is nu ca. 90% van de Texelse huishoudens aangesloten op het kabelnetwerk.
De aanleg van het kabeltelevisienetwerk geschiedde als volgt:
- 1988 - Den Burg
- 1992 - Oudeschild
- 1994 - De Koog
- 1996 - De Waal en Oosterend
- 1997 - Eierland en De Cocksdorp
- 1998 - Den Hoorn
- 2000 - 't Horntje